# Наришкіна Марія Антонівна
Марія Антонівна Наришкіна, уроджена княжна Святополк-Четвертинська (2 лютого 1779, Варшава — 6 вересня 1854, Штарнбергер-Зеє) — фрейліна, дружина обер-єгермейстера Дмитра Наришкіна, фаворитка імператора Олександра I. Сестра князя Бориса Четвертинського і Жанети Вишковської.

## Походження та шлюб
Марія була донькою польського шляхтича Антонія Четвертинського, який виступав за зближення Речі Посполитої з Російсько. імперією, через що його лінчували жителі Варшави в розпал повстання Костюшка. Катерина II наказала вивезти його вдову з дітьми до Петербурга і взяла на себе вирішення їх побуту. Мати померла, коли дівчинці було 5 років.
Обдарована від природи дівчинка мала чудову красиву зовнішністю. У 15 років Марія була пожалувана у фрейліни, а в 1795 році одружена з 31-річним Дмитром Наришкіним, одним з найбагатших вельмож катерининської епохи. Цю подію було оспіване Гаврилом Державіним у вірші «Новосілля молодих», де поет називає їх Дафнісом та Дафною. Той же поет написав до Наришкіної послання «Аспазія».
Взимку Наришкіни жили в своєму будинку на Фонтанці, а влітку на дачі Ma Folie в Колтовській слободі біля Крестовського перевозу, навпроти Крестовського острова. Жили вони з надзвичайною розкішшю, дуже відкрито, приймали у себе все місто і царський двір, давали блискучі свята і бали. Краса Марії Антонівни була «до того досконала», що, за словами не щедрого на похвали Філіпа Вігеля, «здавалася неможливою, неприродною». Бездоганність форм вона підкреслювала простотою свого вбрання; на блискучих балах завжди з'являлася скромно одягненою, тяжіла бути одною, опустивши свої прекрасні очі.

## Зв'язок з імператором
Сліпуча краса та вміння тримати себе серед еліти звернули увагу на Марію цесаревича Олександра Павловича. Їх відносини переросли в подобу другої сім'ї. Хоча офіційно бездітний (на момент своєї смерті) Олександр був одружений з Марією Луїзою Августою Баденською, фактично протягом 15 років він жив з Марією Антонівною Наришкіною і, за чутками, мав з нею кількох дітей, які не дожили до зрілого віку.
Хоча польські патріоти пов'язували з співвітчизницею надії на відродження польської державності, а противники Наполеона при дворі намагалися через неї запобігти заключенню Тільзитського миру, Марія Антонівна була байдужа до державних справ. Відомі, однак, випадки, коли фаворитка доводила до государя прохання і клопотання приватних осіб. Її старша сестра Жанетта Четвертинська заснувала таку ж «тіньову сім'ю» з молодшим братом імператора, Костянтином.
Під кінець Марія стала, мабуть, перейматися своїм винятковим становищем і породжуваними ним пересудами. Вона, як каже графиня Роксандра Едлінг, «сама порвала той зв'язок, який не вміла цінувати». До імператора дійшли чутки, що Марія обманювала його «то з князем Гагаріним, висланим за це за кордон, то з генерал-ад'ютантом графом Адамом Ожаровським, а потім і з багатьма іншими вітряними і волокітами». Її єдиний син Еммануїл вважається народженим від зв'язку з Гагаріним.

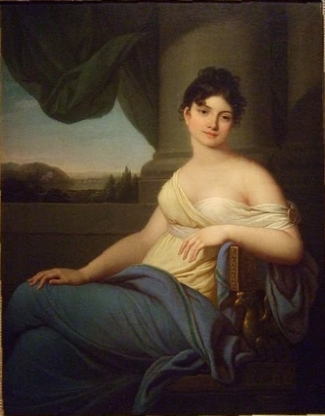
Художник Йосип. Грассі.
Портрет Марії Наришкіної, 1807

## Час мандрів
Після припинення любовному зв'язку з імператором Марія Антонівна не втратила його прихильності, але поїхала в 1813 році з Російської імперії і проживала, головним чином, в Європі. Їх спільна з імператором донька Софія відрізнялася слабким здоров'ям. У 1811 році Марія їздила з нею на південь, де провела літо в Одесі, а восени того ж року об'їхала Крим. Згодом за рекомендацією лікарів вони жили на водах у Швейцарії та Німеччині, але також навідувалися до Парижу і Лондона.
Під час короткого приїзду до Петербурга в 1818 році Наришкіна влаштувала шлюб старшої доньки з сином міністра Дмитра Гур'єва. У 1824 році померла в Петербурзі, у розквіті молодості і краси, її донька Софія, будучи нареченою молодого графа Андрія Шувалова (при чому той відразу одружився з вдовою Платона Зубова). Смерть ця стала важким ударом для імператора Олександра, затьмаривши останній рік його життя.
У 1835 році Марія Наришкіна оселилася з чоловіком в Одесі. З цього часу в її житті починає відігравати помітну роль колишній флігель-ад'ютант Павло Брозін. За деякими даними, овдовівши в 1838 році, Наришкіна стала дружиною цього генерала, чим викликала невдоволення Миколи I. Останні роки свого життя вона провела з Брозіним за кордоном. До Одеси приїжджала лише зрідка.
Померла Марія Наришкіна 1854 року на Штаренбергерському озері і була похована в Мюнхені на старому південному цвинтарі.

## Діти
У Марії Антонівни було шестеро дітей, з яких троє померли в дитячому віці, всі вони офіційно вважалися дітьми Дмитра Львовича Наришкіна. Загальноприйнятою є думка, що батьком обох Єлизавет, Софії та Зінаїди був імператор Олександр I.
Одного разу Наришкіна образила імператрицю Єлизавету, яка так описала цей випадок у листі до матері в Баден: «для такого вчинку треба володіти безсоромністю, якого я й уявити не могла. Це сталося на балу… я говорила з нею, як з усіма іншими, запитала про її здоров'я, вона поскаржилася на нездужання: „Схоже, я при надії“… Вона прекрасно знала, що мені відомо, від кого вона могла бути вагітна».
- Марина Дмитрівна (1798-11.08.1871), за повідомленнями сучасників, її єдину Наришкін вважав своєю дитиною; в шлюбі з графом Миколою Гур'євим (1792—1849).
- Єлизавета Дмитрівна (05.05.1802[5]-28.12.1803[6]), хрещена 5 травня 1802 року за підтримки імператриці Єлизавети Олексіївни і цесаревича Костянтина Павловича; похована неподалік Благовіщенської церкви Олександро-Невської Лаври.
- Олена Дмитрівна (01.11.1803[7]-29.08.1804[8]), хрещена 4 листопада 1803 року за підтримки цесаревича Костянтина Павловича і сестри Марини.
- Софія Дмитрівна (01.10.1805—18.06.1824).
- Аглаїда Дмитрівна (19.12.1807[9]-18.06.1810), хрещена 26 січня 1808 року за підтримки ОлександраНаришкіна.
- Еммануїл Дмитрович (30.07.1813—31.12.1901), обер-камергер.

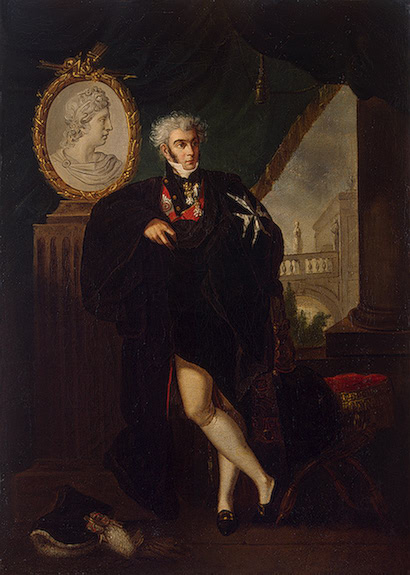
Дмитро Львович, чоловік
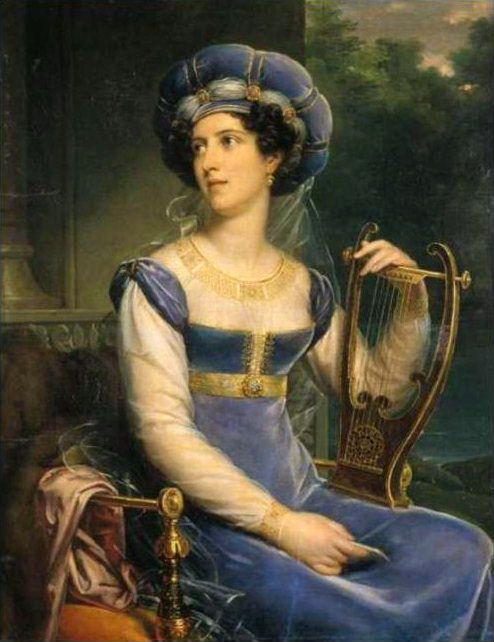
Марина Дмитрівна, дочка
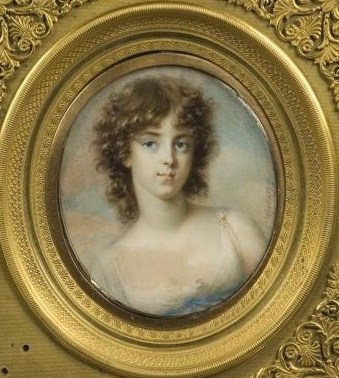
Софія Дмитрівна, дочка
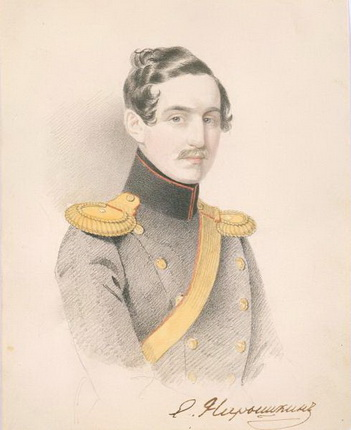
Еммануїл Дмитрович, син